# Irene Eijs
Irene Elisabeth Maria Eijs (Wassenaar, 16 dicembre 1966) è un'ex canottiera olandese.

## Palmarès

### Olimpiadi
- 1 medaglia:
  - 1 bronzo (Atlanta 1996 nel due di coppia)